# Circé-Klasse (1925)
Die Circé-Klasse war eine mittlere U-Boot-Schiffsklasse der französischen Marine. In der damaligen französischen Typklassifikation handelte es sich um Boote der Klasse 2. Die vier Boote der Klasse wurden zwischen 1923 und 1930 bei Chantiers Schneider et Cie in Chalon-sur-Saône gebaut. Die Klasse wird auch als 600-Tonnen-Typ C bezeichnet.
Ein Boot der Klasse wurde zum Beginn der deutschen Invasion in Frankreich von einem deutschen U-Boot versenkt. Die anderen drei Boote verblieben nach der französischen Kapitulation unter vichy-französischer Kontrolle. Zwei Boote wurden im Dezember 1940 in Französisch-Nordafrika deaktiviert und nach der alliierten Invasion in Afrika von der italienischen Marine erbeutet. Ein Boot wurde nach dem deutschen Einmarsch in Südfrankreich in Toulon selbstversenkt und anschließend von den Italienern gehoben.

## Einheiten
| Kennung | Name    | Bauwerft                                     | Kiellegung      | Stapellauf        | Indienststellung | Verbleib |
| ------- | ------- | -------------------------------------------- | --------------- | ----------------- | ---------------- | --- |
| Q 125   | Circé   | Chantiers Schneider et Cie, Chalon-sur-Saône | 15. Januar 1924 | 29. Oktober 1925  | 29. Januar 1927  | im Dezember 1940 in Bizerta deaktiviert, am 8. Dezember 1942 in Bizerta von italienischen Einheiten erbeutet. Das Boot wurde von der italienischen Marine in FR. 117 umgetauft, aber am 6. Mai 1943 in Bizerta selbstversenkt. Die Alliierten hoben das Wrack, reparierten es aber nicht. Die Circé wurde am 18. August 1947 endgültig gestrichen |
| Q 126   | Calypso | Chantiers Schneider et Cie, Chalon-sur-Saône | 7. Februar 1924 | 15. Januar 1926   | 12. Mai 1928     | im Dezember 1940 in Biserta deaktiviert, am 8. Dezember 1942 in Bizerta von italienischen Einheiten erbeutet, am 31. Januar 1943 bei einem alliierten Luftangriff in Bizerta versenkt |
| Q 134   | Thétis  | Chantiers Schneider et Cie, Chalon-sur-Saône | 1. Februar 1924 | 30. Juni 1927     | 24. Februar 1928 | Am 27. November 1942 in Toulon selbstversenkt. Das Wrack wurde am 1. März 1943 von der italienischen Marine gehoben, aber nicht repariert |
| Q 135   | Doris   | Chantiers Schneider et Cie, Chalon-sur-Saône | 1. Februar 1924 | 25. November 1927 | 26. Mai 1928     | Am 9. Mai 1940 von deutschem U-Boot U 9 auf der Position 52° 47′ 36″ N, 3° 39′ 16″ O vor der niederländischen Küste versenkt. Das Wrack wurde 2003 von niederländischen Tauchern entdeckt. |